# 末泳龙属
末泳龙（学名：Terminonatator，意为“最后的游泳者”）是薄板龙科蛇颈龙的一个属，生存于晚白垩世的加拿大萨斯喀彻温省。其所知于来自一具年轻成体颅骨及部分骨骼，发现于庞泰克斯诺图凯乌溪（Notukeu Creek）附近坎帕阶的熊爪组。末泳龙是目前已知西部内陆海道最年轻的蛇颈龙之一。 

## 描述
末泳龙正模标本RSM P2414.1包括熊爪组发现的颅骨及部分关节连接的不完整骨骼。Tamaki Sato于2003年命名并描述此标本，使用该属名以强调其在化石记录中较晚，并根据发现地庞泰克斯将种加词取为ponteixensis。仅描述了一下物种即模式种庞泰克斯末泳龙（T. ponteixensis）。
RSM P2414.1的髓弓与椎骨融合，表明其已成年，但融合尚不完全，故为一只年轻个体。其成年体型对薄板龙科而言较小，身长仅有7米（23英尺），若有薄板龙（有72节颈椎）似的极长颈部则达到9米（30英尺）。
颅骨保存长度为26.8 cm（10.6英寸），但在后端附近断裂。吻部小于其它薄板龙科。与其它蛇颈龙不同的是，颅顶松果孔闭合，形成吻尖的前颌骨上仅有9颗牙齿而非10颗，尽管可能存在个体差异。右颚保存程度好于左颚，右上颌骨（上颚主要的具有牙齿的骨骼）至少保存有13颗牙齿，下颚右齿骨则有17到18颗。下颚骨骼之一的喙骨上，有一处通常较高的骨质突起。脑壳中发现了部分大脑及其它脑神经组织的印痕。
脊柱不完整，但保存了51节颈椎、17节背椎、4节骶椎及12节尾椎。胸腔内发现150余颗胃石，最大者直径6（2.4英寸）。肩胛骨和骨盆非常破碎。股骨长于肱骨，对薄板龙科较为反常，其中右股骨折断过但已愈合。
末泳龙以生存年代晚、化石含有颅骨和大部分骨骼及本质上是种薄板龙科（短颈蛇颈龙遗骸在加拿大类似岩层中更为常见）而著称。类似薄板龙科的遗骸保存较差、颅骨描述也很少，使该属很难与其它薄板龙科相比较。